# Prizefighter - La forza del campione
Prizefighter - La forza del campione (Prizefighter: The Life of Jem Belcher) è un film del 2022 diretto da Daniel Graham.

## Trama
Jem Belcher è nato in povertà e cresciuto da suo nonno, un ex pugile ora alle prese con la dipendenza. Nel disperato tentativo di guadagnarsi da vivere e onorare l’eredità di suo nonno, cerca mentore da un famoso allenatore, che coltiva il suo talento naturale e lo allena a diventare il più grande combattente del mondo. Jem è campione d’Inghilterra e primo del mondo prima che un incidente lo lasci parzialmente cieco, provocando una caduta distruttiva. Jem deve mettersi alla prova ancora una volta e combattere l’ultimo campione di boxe in una brutale gara per rivendicare il suo titolo una volta per tutte.

## Produzione
Nel maggio 2022, è stato annunciato che Russel Crowe si era unito al cast del film, con Daniel Graham alla regia, una sceneggiatura di Matt Hookings con una produzione di Camelot Films e XYZ Films e la distribuzione di Amazon Studios.
Le riprese principali del film, si sono svolte nel Galles e a Malta.

## Promozione
Il trailer ufficiale del film è stato pubblicato sul canale YouTube di Camelot Films, il 12 luglio 2022.

## Distribuzione
Negli Stati Uniti il film è uscito in streaming on-demand su Prime Video a partire dal 22 luglio 2022, mentre in Italia viene distribuito dal 19 maggio 2023.